# 巴伊亞毛鼻鯰
巴伊亞毛鼻鯰，為輻鰭魚綱鯰形目毛鼻鯰科的其中一種。分布於南美洲巴西Una河流域，體長可達8.9公分。

## 扩展阅读
維基物種上的相關：巴伊亞毛鼻鯰